# Päädeva
Koordinaten: 58° 56′ N, 24° 27′ O
Päädeva (deutsch Pedua) ist ein Dorf (estnisch küla) in der estnischen Landgemeinde Märjamaa im Kreis Rapla. Es hat 14 Einwohner (Stand 31. Dezember 2005). Päädeva liegt 54 Kilometer östlich von Haapsalu.

## Gut Päädeva (Pedua)
Päädeva wurde ursprünglich als Beigut zum Rittergut Rosenthal (estnisch Orgita) gegründet. Vom 14. Jahrhundert bis mind. 1560 war Pedua im Besitz des deutschbaltischen Adelsgeschlechts Fahrensbach, letzter Besitzer waren Reinhold von Fahrensbach  oder Heinrich von Fahrensbach. Dessen Schwager Jürgen von Wrangel († 1666) hatte sich das Gut jedoch vom Schwiegervater Heinrich von Fahrensbach durch Nießbrauch gesichert und vererbte es. Pedua blieb daraufhin bei der Familie Wrangel, bis es 1733 an Kapitän Georg Heinrich Thyroll verkauft wurde. Vom 18. bis zu Anfang des 20. Jahrhunderts stand es im Eigentum der Familie Wetter-Rosenthal. Zentrum des Guts war das einstöckige, zurückhaltend gestaltete Haupthaus aus Holz. Es wurde wahrscheinlich im 18. Jahrhundert errichtet.
Das Gut Päädeva wurde 1905 im Zuge der russischen Revolution von Aufständischen niedergebrannt. Es wurde nicht wieder aufgebaut. Lediglich die Ruinen eines klassizistischen Speichers und der alten Schnapsbrennerei sind heute noch zu sehen. An der Stelle des alten Herrenhauses errichtete in der sowjetischen Zeit die örtliche Kolchose ein Wohnhaus.

## Persönlichkeiten
- Alfred Seeberg (* 1863 in Päädeva; † 1915 in Ahrenshoop), evangelischer Theologe.